# Дрожь вампиров
«Дрожь вампиров» (фр. Le Frisson des Vampires; в некоторых вариантах «Дрожь вампира») — французский вампирский эротический фильм ужасов 1971 года режиссёра Жана Роллена.

## Сюжет
Молодожёны приезжают в готический замок, где проживают родственники невесты. Вскоре выясняется, что замок населён вампирами.

## В ролях
- Сандра Жюльен — Иса
- Жан-Мари Дюран — Антоин
- Жак Робиоль — вампир
- Мишель Дилэй — вампир
- Мари-Пьер  Кастель — горничная
- Николь Нанцель — Изабелль
- Доминик — Изольда

## Музыка
В качестве музыкального сопровождения в картине звучит музыка группы Acanthus. Участниками группы были молодые школьники, которые совсем недавно решили сформировать музыкальный коллектив и впоследствии изъявившие поработать с Ролленом. Режиссёру их музыка понравилась и он решил воспользоваться ей. После окончания съёмок Acanthus распались и больше не издали ни одной композиции.

## Производство
При съёмках фильма имели место несколько курьёзных случаев. Так, при съёмках эротической сцены на кладбище, не имея на то никакого разрешения, создатели фильма отправили одного из участников съёмочной команды — Натали Перье — спаивать в течение всей ночи сторожа кладбища. В дальнейшем, когда уже съёмки сцены были в самом разгаре, создатели заметили, что на дороге, расположенной и проходящей за забором кладбища, образовалась уже небольшая пробка, а вышедшие из автомобилей водители наблюдали за съёмочным процессом.
Ещё один курьёзный случай произошёл в последний день съёмок картины. Так, употребив некоторое количество алкогольной продукции, съёмочная группа готовилась снимать последние сцены, а Роллену в голову пришла мысль о том, что замок, в котором происходило действие фильма, должен кровоточить. Пытаясь сделать искусственную кровь, команда смешала краску, красное вино и что-то ещё, после чего полили этой жидкостью стены арендованного замка. Впоследствии образованные «кровавые» следы на стенах, используя мощные брандспойты, не могла даже смыть специально вызванная бригада пожарных.